# Zona térmica

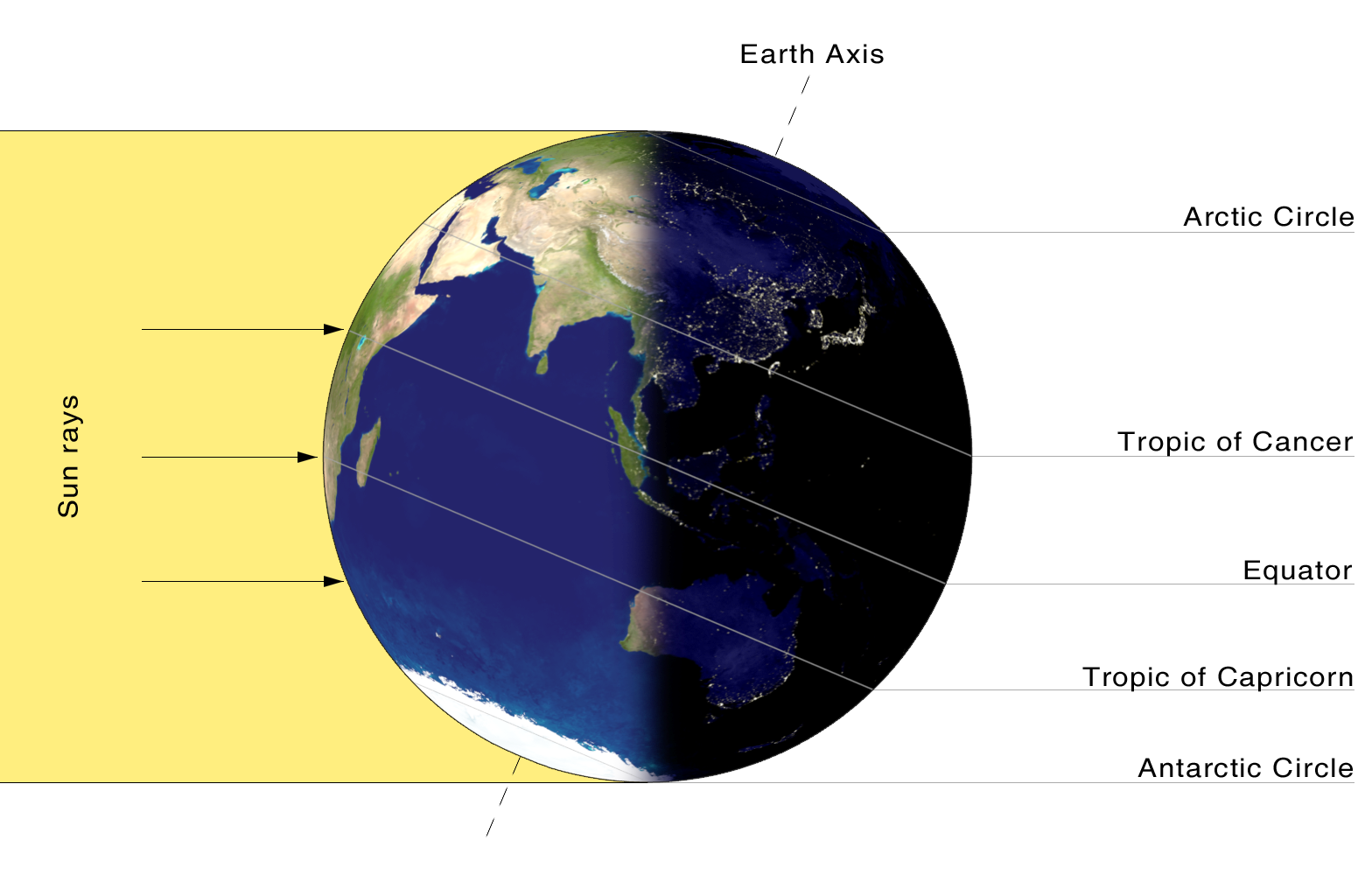
Principais linhas de latitude da terra, delimitando as Zonas Térmicas.

Os climas do planeta são determinados de acordo com a localização geográfica do lugar e a intensidade de luz solar que o mesmo recebe em certos períodos do ano. A Terra possui forma geóide, por isso a luz solar que incide na superfície do planeta não atinge com a mesma intensidade todos os pontos do mesmo.
A quantidade de luz que atinge a superfície em áreas próximas à Linha do Equador é diferente das recebidas em regiões adjacentes ao Círculo Polar Ártico. Isso acontece porque os raios que atingem os pontos próximos ao Paralelo do Equador incidem de forma perpendicular, isto é, de maneira mais intensa. Na medida em que se afasta do mesmo, os raios atingem a superfície de forma mais inclinada e, automaticamente, com menor intensidade. Em suma, o direcionamento dos raios solares influencia na formação de áreas mais quentes ou mais frias de nosso planeta. É bom lembrar que existem outros fatores determinantes na composição dos climas, como o relevo, vegetação, entre outros.
Para facilitar a classificação dos climas e a sua localização no globo terrestre , o homem estabeleceu as zonas térmicas, que são cinco: zonas polares (norte e sul), zonas temperadas (norte e sul) e zona intertropical.
Zonas polares: essas se localizam entre os círculos polares (norte e sul) e os pólos (norte e sul). Tais áreas recebem luz solar de forma muito inclinada, por isso apresenta as menores temperaturas do planeta, quase sempre abaixo de 0°C.
Zonas temperadas: áreas climáticas localizadas entre o Círculo Polar Ártico e o Trópico de Câncer, indicam a zona temperada norte. Já a zona temperada sul se localiza entre o Trópico de Capricórnio e o Círculo Polar Antártico. A intensidade de luz que atinge essas regiões é superior a das zonas polares e inferior a da zona intertropical.
Zona intertropical: essa faixa climática se estabelece entre o Trópico de Câncer e o Trópico de Capricórnio, essa parte do planeta recebe uma intensa quantidade de luz solar, por isso apresenta elevadas temperaturas.

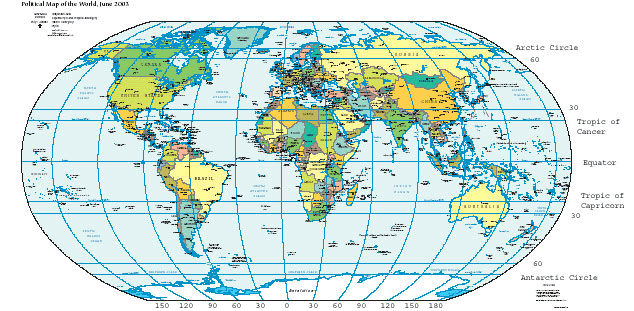
Mapa da Terra mostrando as linhas de latitude (horizontalmente) e longitude (verticalmente), Eckert VI projection; Versão Maior. (pdf, 1.8MB)

As Zonas térmicas da Terra, são as faixas compreendidas entre as linhas dos Paralelos.
Também conhecidas como Zonas climáticas, elas se dividem em:
- a) Zona Polar Ártico -

Entre o Pólo Norte e o Círculo polar ártico.
- b) Zona Temperada Norte -

Entre o Círculo polar ártico e o Trópico de Câncer.
- c) Zona Tropical

Entre o Trópico de Câncer e o Trópico de Capricórnio.
- d) Zona Temperada Sul

Entre o Trópico de Capricórnio e o Círculo Polar Antártico.
- e) Zona Polar Antártica

Entre o Círculo Polar Antártico e o Pólo Sul.